# 하이다북방족제비
하이다북방족제비(영어: Haida ermine)는 족제비의 일종으로, 북미대륙의 태평양 북서부, 특히 캐나다의 하이다과이 군도와 미국 알래스카주 알렉산더제도 등지의 고유종이다.
원주민들의 하이다어로는 여름에 갈색 모피가 되었을 때는 다아이아츠(daayáats), 겨울에 흰 털이 되었을 때는 틀락(tlag)이라고 불렸다.